# 에너지 등급
에너지 등급(Energy class), 혹은 K 계급(K-class, 러시아어: класс)이란 구소련 국가, 쿠바, 몽골에서 지진의 국지적, 지역적인 지진 규모를 측정하는 데 사용하는 척도를 말한다. 여기서 K란 보통 지진으로 방출한 총 지진 에너지의 로그값을 말하며 K = log ES 공식으로 계산한다. K의 값은 다른 지진 규모에서 4.5에서 6 사이의 값일 경우 12에서 15 사이의 범위와 비슷하게 환산할 수 있다. 예를 들어 모멘트 규모 Mw6.0인 지진은 에너지 등급 K가 13에서 14.5로 환산된다.
에너지 등급은 1954년 중앙아시아의 타지키스탄 가름에서 수 차례 지진이 발생한 후 파견된 "소련 타지키스탄 [학제간] 복합 지진학 파견대"가 연구하던 도중 발명하였다. 가름 지역은 당시 소련에서 지진 활동이 제일 활발한 지역 중 하나로, 매년 5천 회 가량의 지진이 발생했다. 필요한 데이터 처리량에 비해 파견대가 가진 지진학적 장비와 방법은 초보적인 상태라 새로운 장비와 방법을 개발해야 했다. V. I. 부네가 지진이 가진 지진학적 에너지를 바탕으로 규모를 측정하는 법을 개발하였고, S. L. 솔로프예프가 규모 측정법 개발에 큰 공헌을 하였다.
하지만 당시 지진학적 에너지를 정밀하게 계산하러면 사용 가능했던 도구보다 더 정밀한 장비가 필요하여 부네가 제안한 방법을 실질적으로 사용할 수 없었다. 1958년과 1960년에 T. G. 라우시안이 보다 실용적인 개정안을 제시했으며 1961년부터는 소련 전역에서 K 계급을 널리 사용하기 시작했다. 개정안에서는 지진 발생 이후 첫 3초 내에 있는 P파의 최대 진폭과 S파의 최대 진폭의 합인 지진파의 최대 진폭을 기반으로 ES를 추정하는 방식이었다. 이 때문에 K 계급은 국지 규모 척도의 일종이 되었으며 마찬가지로 규모 M6.5(K15)이하의 국지적 및 지역 내 지진에만 한정하여 사용할 수 있었으며 이보다 규모가 큰 지진은 포화 현상이 일어나 규모를 제대로 계산할 수 없었다. 또한 라우시안은 계산을 좀 더 간편하게 만들기 위해 K 계급 계산용 노모그램을 개발하여 가름 지역에 적합하겠금 수많은 가정과 보정치를 넣어 규모의 정확도를 높였다. 이 버전의 K 계급을 KR라고 부르기도 하며, 지역별로 정밀한 측정을 위해 보정치를 서로 다르게 하여 극동 지역의 사할린섬, 쿠릴 열도, 캄차카반도 지역 전용으로 등 KF, KS, KFS, KC 등을 도입하였다.
K 계급을 다른 규모 척도로 변환하는 공식도 존재한다. K 값으로 계산한 그 규모를 식별하는 용도로 M(K)라고 표기한다.

## 같이 보기
- 지진 규모

## 참고 문헌
- Bindi, D.; Parolai, S.; Oth, K.; Abdrakhmatov, A.; Muraliev, A.; Zschau, J. (October 2011), “Intensity prediction equations for Central Asia”, 《Geophysical Journal International》 187 (1): 327–337, Bibcode:2011GeoJI.187..327B, doi:10.1111/j.1365-246X.2011.05142.x.

- Bormann, P.; Fugita, K.; MacKey, K. G.; Gusev, A. (July 2012), 〈Information Sheet 3.7: The Russian K-class system, its relationships to magnitudes and its potential for future development and application〉,   Bormann, 《New Manual of Seismological Observatory Practice 2 (NMSOP-2)》, doi:10.2312/GFZ.NMSOP-2_IS_3.7, 2019년 8월 4일에 원본 문서 (PDF)에서 보존된 문서, 2022년 9월 8일에 확인함.

- Bormann, P.; Wendt, S.; Di Giacomo, D. (2013), 〈Chapter 3: Seismic Sources and Source Parameters〉,   Bormann, 《New Manual of Seismological Observatory Practice 2 (NMSOP-2)》, doi:10.2312/GFZ.NMSOP-2_ch3, 2019년 8월 4일에 원본 문서 (PDF)에서 보존된 문서, 2022년 9월 8일에 확인함.

- Bunz, V. I.; Gzovskiy, M. V., 편집. (1963) [1960], 《Methods for a Detailed Study of Seismicity [Metody Detal'nogg Izucheniya Sesmichonsti]》, Moscow: Izdatel'stvo Akademii Nauk SSSR[깨진 링크]. Draft English translation of the original Russian by the U.S. Air Force Foreign Technology Division, document FTD-TT-62-269/1+2. Armed Services Technical Information Agency document AD400507.

- Neresov, V. I.; Riznichenko, Yu. V. (1963) [1960], 〈Introduction〉,   Bunz, V. I.; Gzovskiy, M. V.; Riznichenko, Yu. V., 《Methods for a Detailed Study of Seismicity [Metody Detal'nogg Izucheniya Sesmichonsti]》, Moscow: Izdatel'stvo Akademii Nauk SSSR[깨진 링크].

- Rautian, T. G.; Khalturin, V. I.; Fujita, K.; Mackey, K. G.; Kendall, A. D. (November–December 2007), “Origins and Methodology of the Russian Energy K-Class System and Its Relationship to Magnitude Scales”, 《Seismological Research Letters》 78 (6): 579–590, doi:10.1785/gssrl.78.6.579.

- Rautian, T.; Leith, W. S. (September 2002), 〈Developing Composite Regional Catalogs of the Seismicity of the Former Soviet Union.〉 (PDF), 《24th Seismic Research Review – Nuclear Explosion Monitoring: Innovation and Integration》, Ponte Vedra Beach, Florida, 2020년 9월 22일에 원본 문서 (PDF)에서 보존된 문서, 2022년 9월 8일에 확인함.